# Oakland Golden Grizzlies

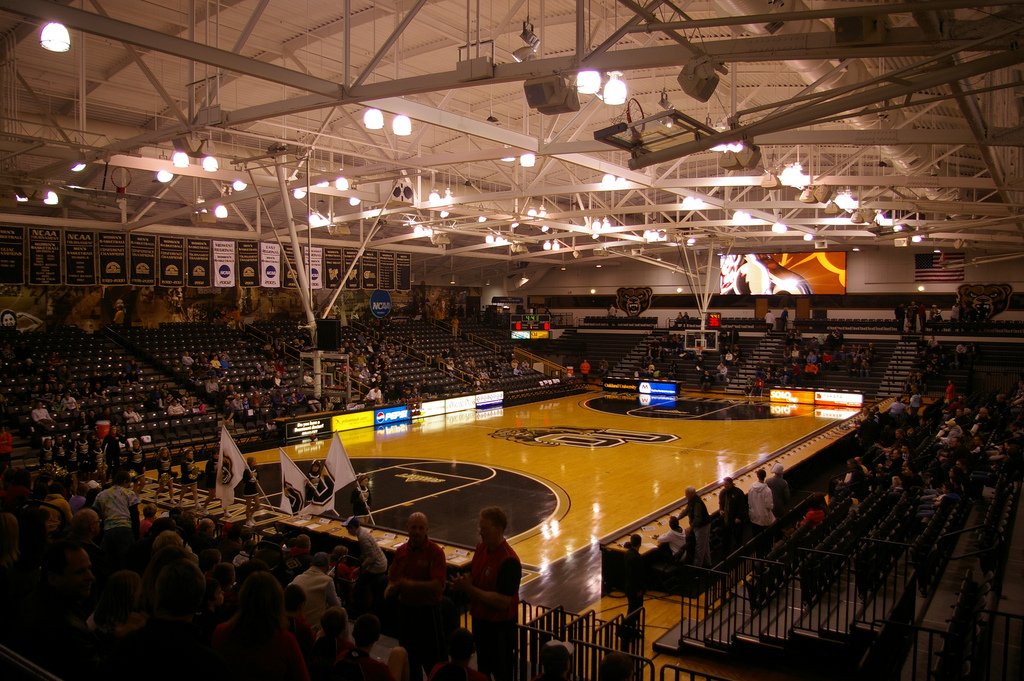
OU Credit Union O'rena.

Oakland Golden Grizzlies (en español: "osos grizzlies dorados de Oakland") es la denominación de los equipos deportivos de la Universidad de Oakland, institución académica ubicada en el Condado de Oakland, Míchigan. Los Grizzlies participan en las competiciones universitarias organizadas por la NCAA, y forman parte de la Horizon League.

## Apodo y mascota
Hasta 1997, el apodo de la universidad era el de Pioneers, pero al cambiar de la División II de la NCAA a la División I se examnaron muchos aspectos, entre ellos la mascota. Y desde 1998, el apodo del colegio es el de Golden Grizzlies, y la mascota se denomina Grizz, y tiene un amigo llamado Clawzz.

## Programa deportivo
Los Golden Grizzlies compiten en 7 deportes masculinos y en 9 femeninos:
| Masculino: - Baloncesto - Campo a través - Fútbol americano - Golf - Atletismo - Fútbol - Natación | Femenino: - Baloncesto - Campo a través - Fútbol - Atletismo - Sófbol - Voleibol - Golf - Tenis - Natación |

### Baloncesto
El equipo masculino de baloncesto ha conseguido en 5 ocasiones ganar la temporada regular de The Summit League, y en 7 ocasiones aparecer en el Torneo de la NCAA, logrando su mejor clasificación en 2011, cuando llegó a segunda ronda. Únicamente Dos jugadores de los Golden Grizzlies ha conseguido llegar a jugar en la NBA, Rawle Marshall y Kay Felder

## Instalaciones deportivas
- OU Soccer Field es el estadio donde disputan sus partidos el equipo de fútbol. fue inaugirado en 2001 y tiene una capacidad para 1000 espectadores.[4]
- OU Credit Union O'rena, históricamente Athletics Center O'Rena, es el pabellón donde disputan sus encuentros los equipos de baloncesto. Fue inaugurado en 1998 y tiene en la actualidad capacidad para 4.005 espectadores.[5]